# Betònica (planta)
La betònica (Betonica officinalis; sin. Stachys officinalis) és una espècie de planta amb flors de la família de les lamiàcies, originària d'Europa, l'oest d'Àsia i el nord Àfrica, on creix en boscos, pastures i campinyes.
És una planta herbàcia perenne que aconsegueix els 65 cm d'altura amb arrel gruixuda i lenyosa. Tiges quadrades, peludes amb les seves fulles basals disposades en roseta amb un llarg pecíol, forma de cor i recia nervadura en relleu amb vores dentades. Les flors apareixen al juliol-setembre i són de color vermell o rosa i es reuneixen en una espiga terminal densa. La corol·la és tubular.
Plini (25, 8, 46, § 84) anomena la planta tant «betonica» com «vettonica», afirmant que els Vettones l'utilitzaven com a herba medicinal. Es coneix comunament com Stachys officinalis; la paraula «stachys» prové del grec, que significa «espiga de gra», i fa referència al fet que la inflorescència és sovint una espiga. L'epítet específic llatí «officinalis» fa referència a les plantes que tenien un ús culinari o medicinal.

## Descripció
La Betonica officinalis és una herbàcia perenne rizotòmica, formant pedaços, que creix fins a 30-60 cm d'alçada. Les seves fulles creixen sobre tiges erectes, estretament ovalades, amb la base en forma de cor, de textura una mica arrugada i marges dentats. El calze fa 5-7 mm de llarg, amb 5 dents, vorejades amb pèls rígids. La corol·la fa 1-1,5 cm de llarg. El seu llavi superior és pla, gairebé recte vist de costat. Els estams surten directament.
Floreix a mitjans de l'estiu (de juliol a setembre), i es troba a prats secs, prats i boscos oberts a la major part d'Europa, Àsia occidental i nord d'Àfrica. A les illes Britàniques és comú a Anglaterra i Gal·les, però rara a Irlanda i al nord d'Escòcia.

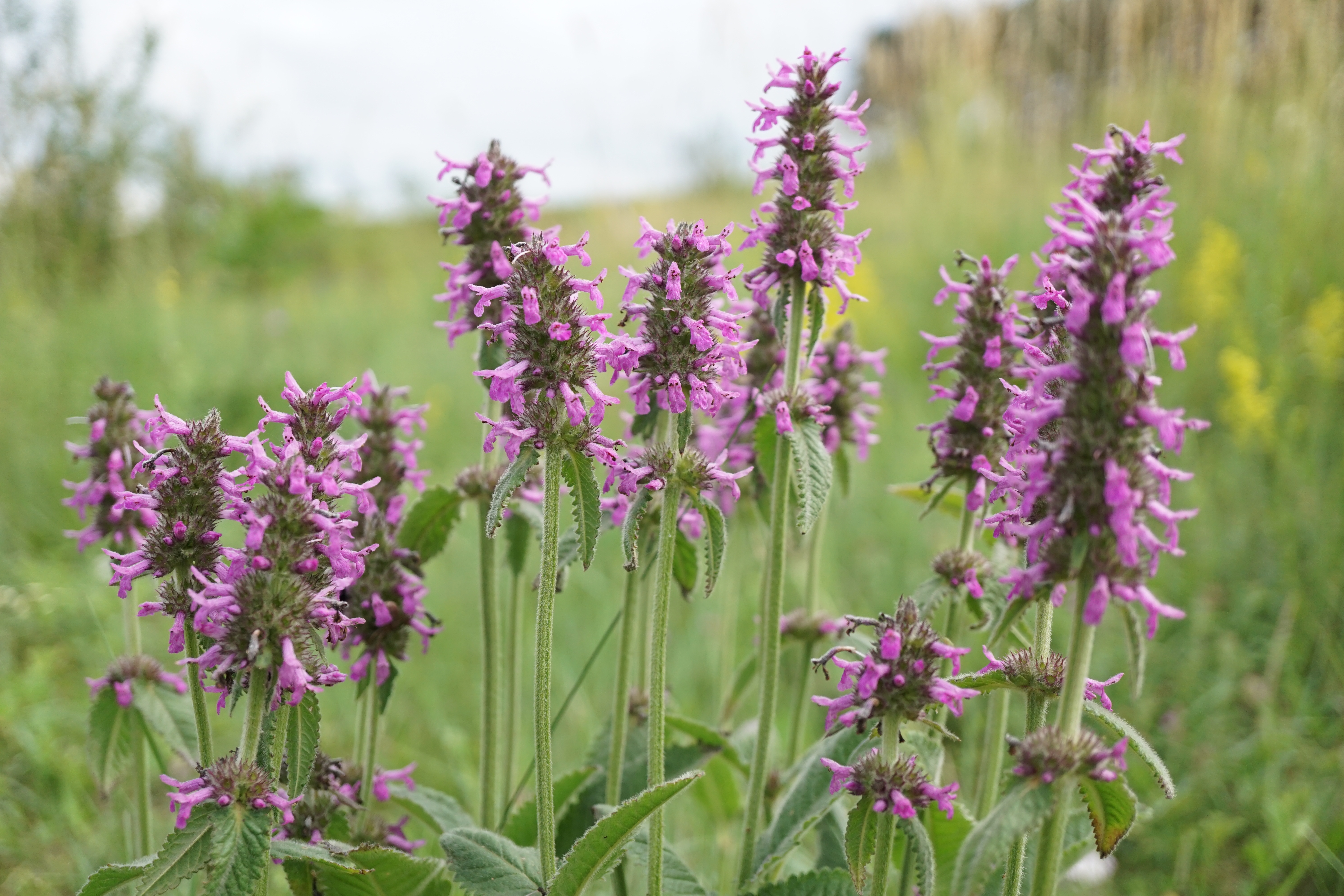
Flors
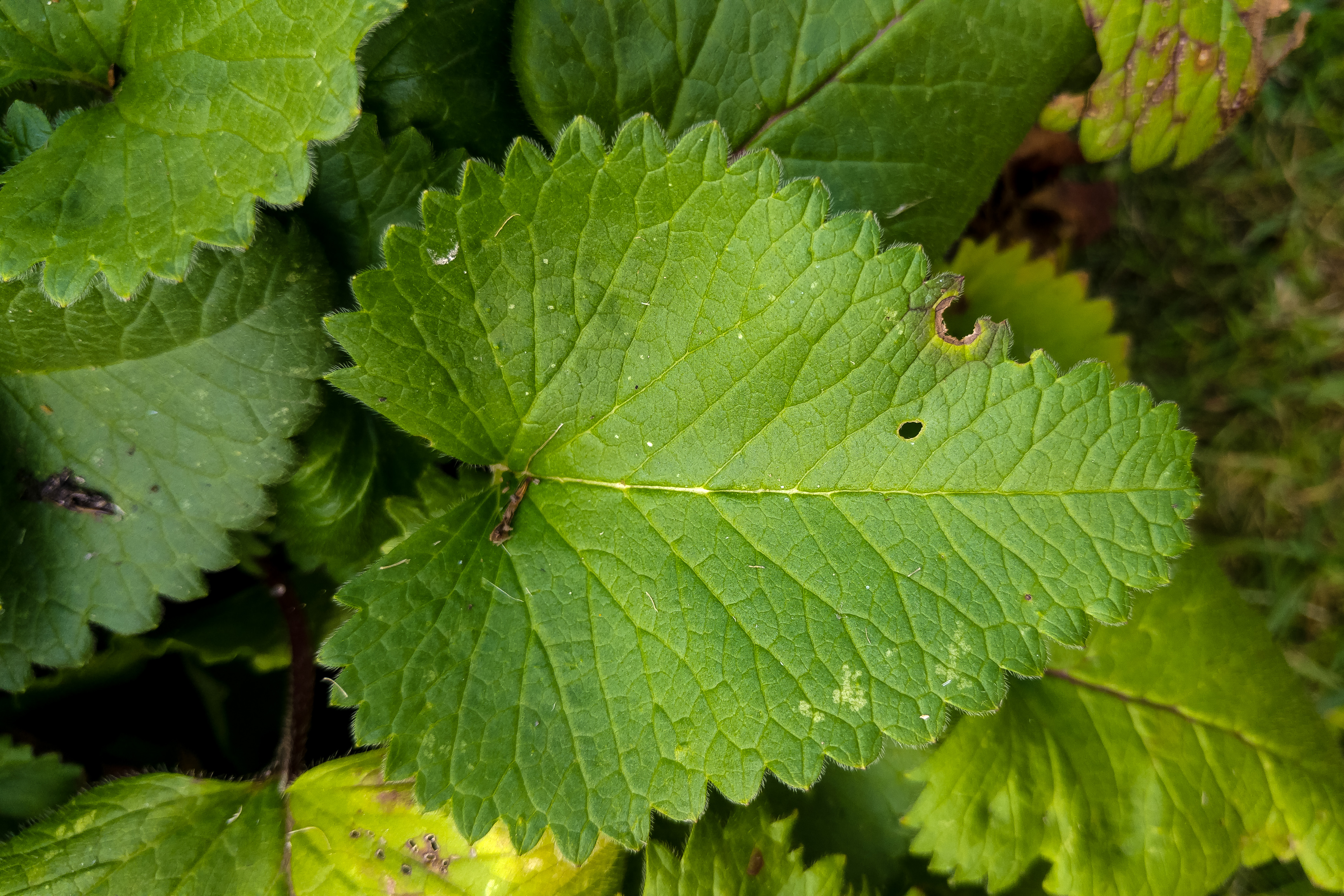
Fulla basal
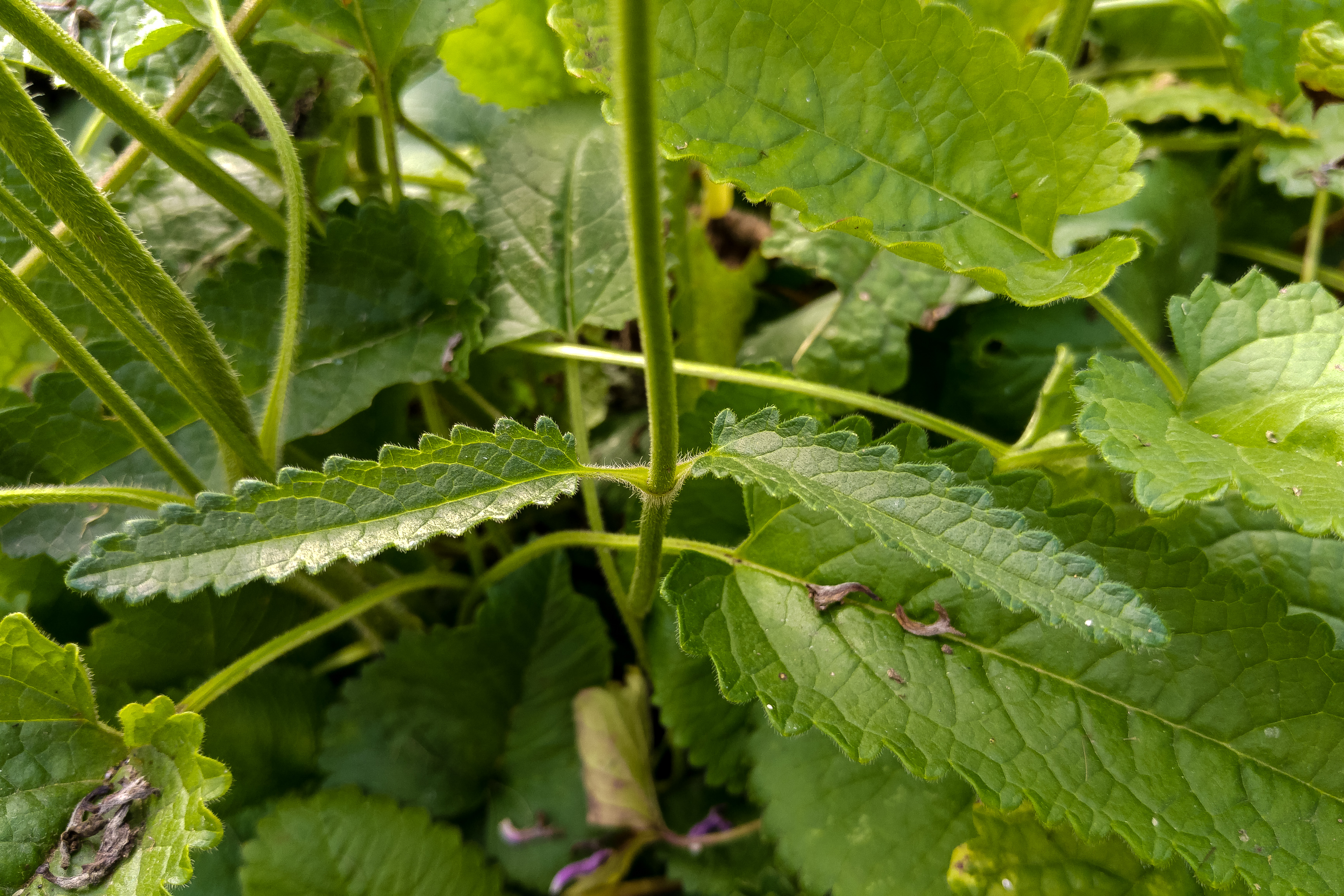
Fulles de tija

Les parts aèries contenen glicòsids feniletanoides, (betoniòsids A-F) i acetòsid, isòmer acetòsid, campneòsids II, forsitosid B i leucosceptosid B. Les arrels contenen glucòsids diterpènics, betoniòsids A-D, diterpens, i betonicòlids.

## Cultura

### Folklore
La primera referència a la betònica es troba en un treball del metge romà Antoni Musa, metge de l'Emperador August, en un tractat mèdic de l'època indicava que la betònica era una cura certa per a almenys quaranta malalties diferents i que era eficaç per a protegir-se de certs encanteris. Es va plantar als patis de les esglésies per evitar l'activitat dels fantasmes, mals esperits i de bruixes.

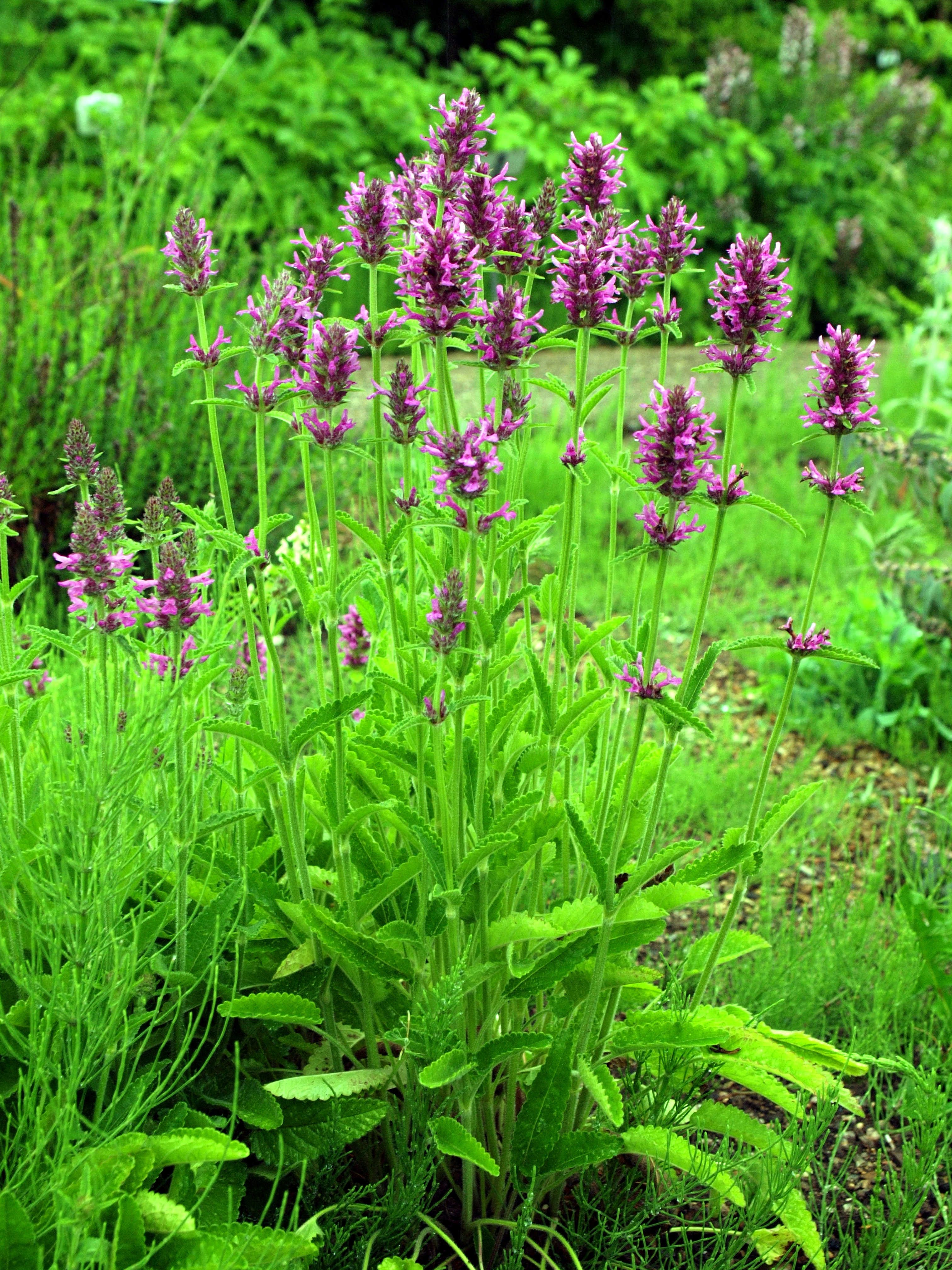
Planta
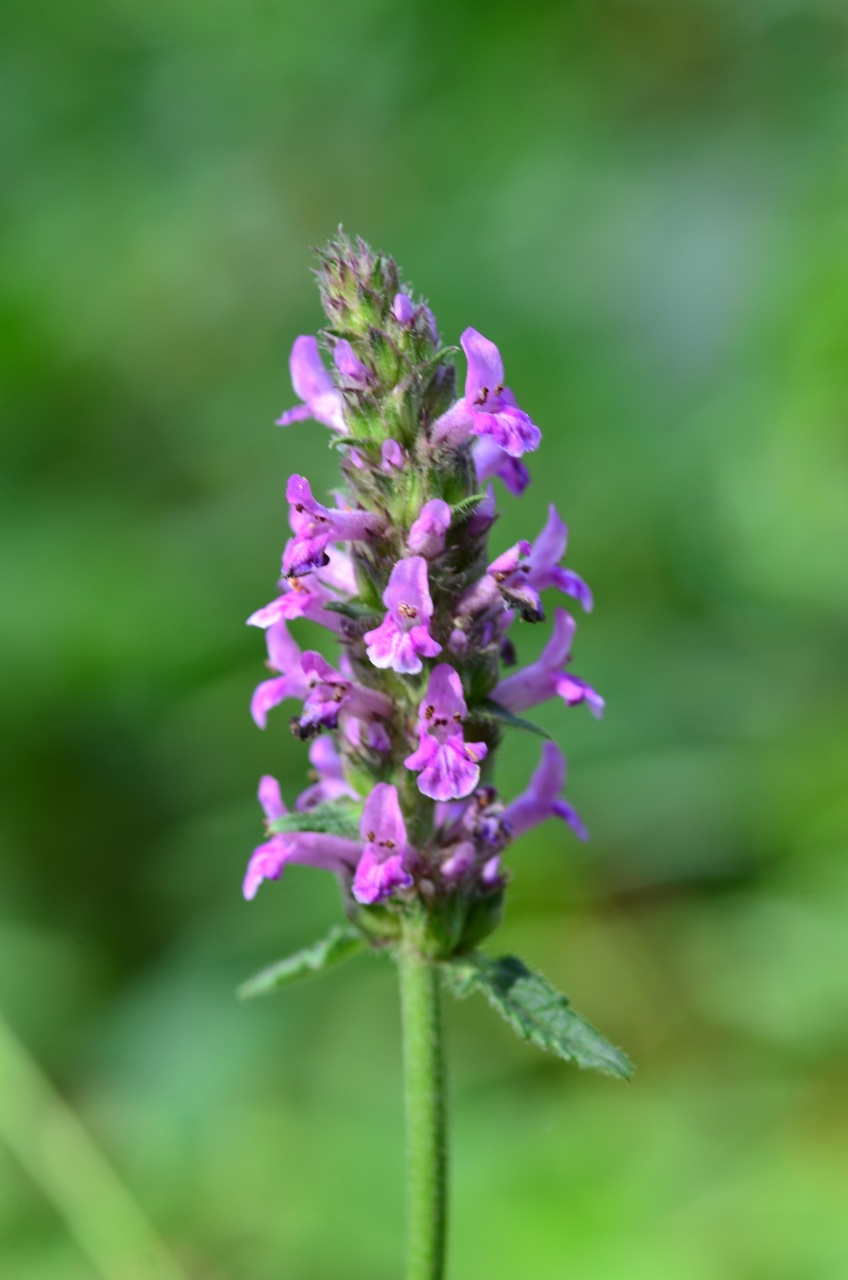
Detall de les flors
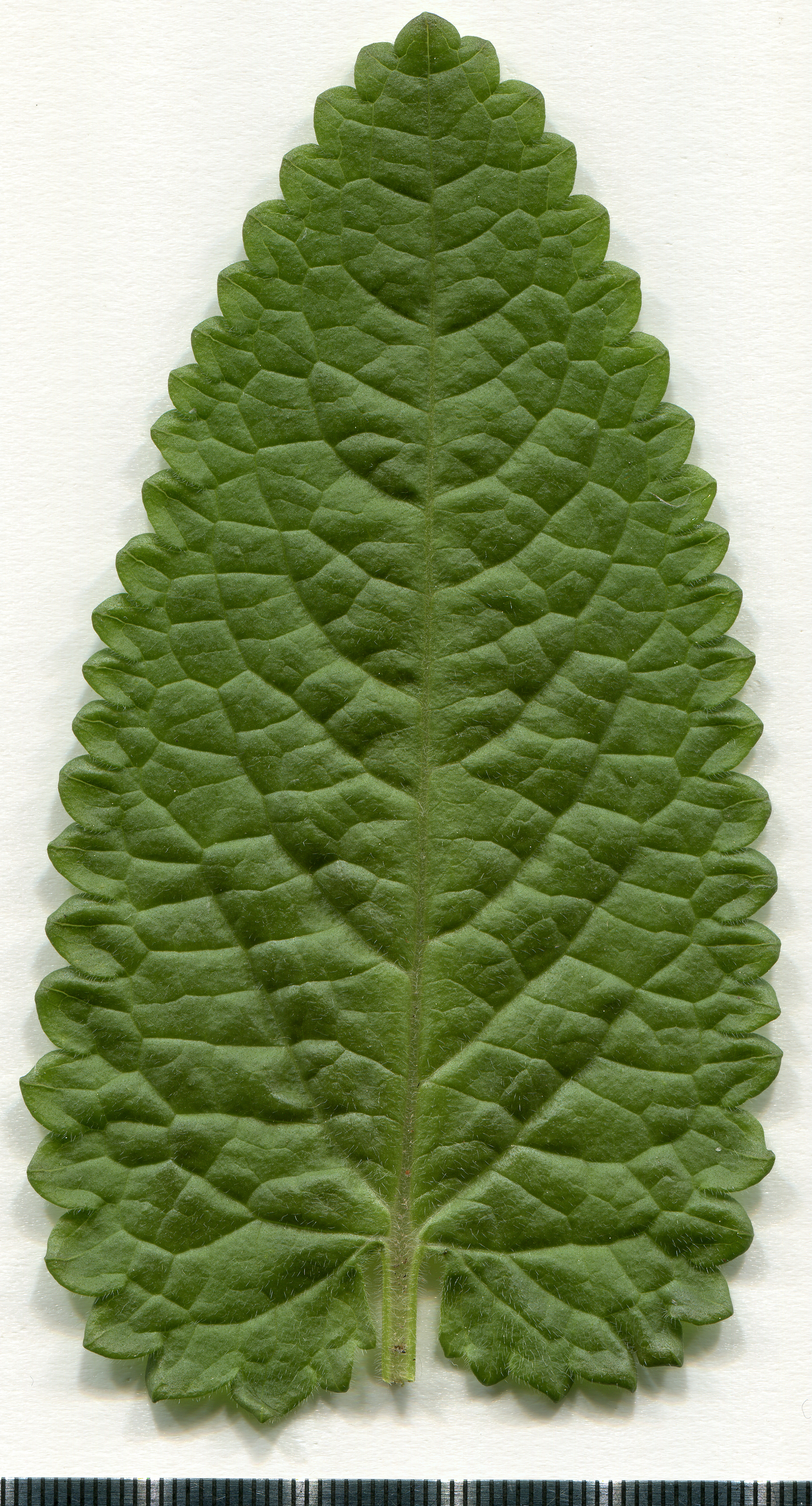
Cara adaxial de la fulla
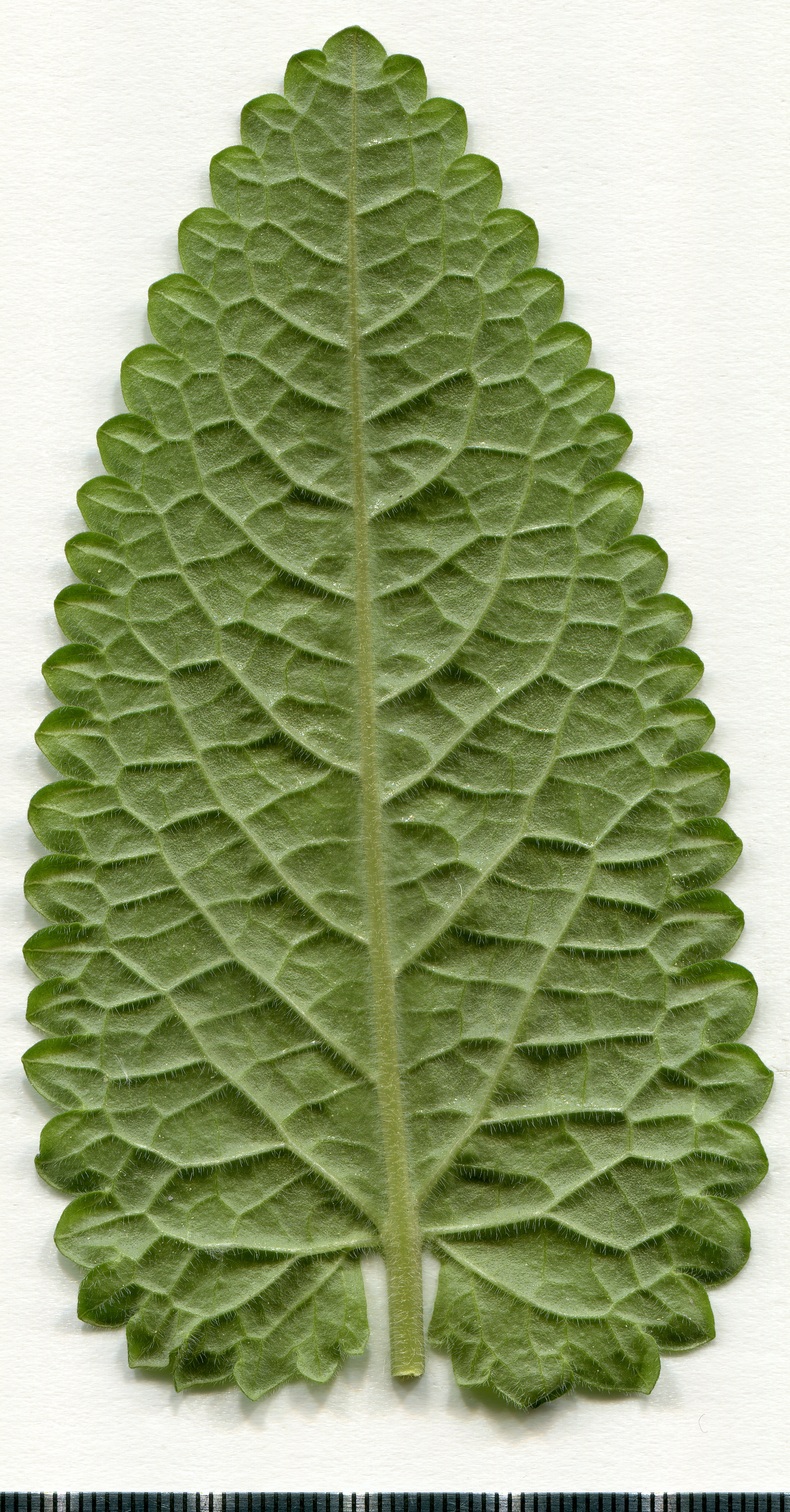
Cara abaxial de la fulla

The Anglo Saxon Herbal recomana el seu ús per prevenir «esgarrifosos follets nocturns, i terribles visions i somnis». Un encanteri gal·lès prescriu: «per evitar somiar, agafeu les fulles de betònica i pènja-les al coll, o bé beu-ne el suc abans d'anar a dormir».

### Ús de la planta

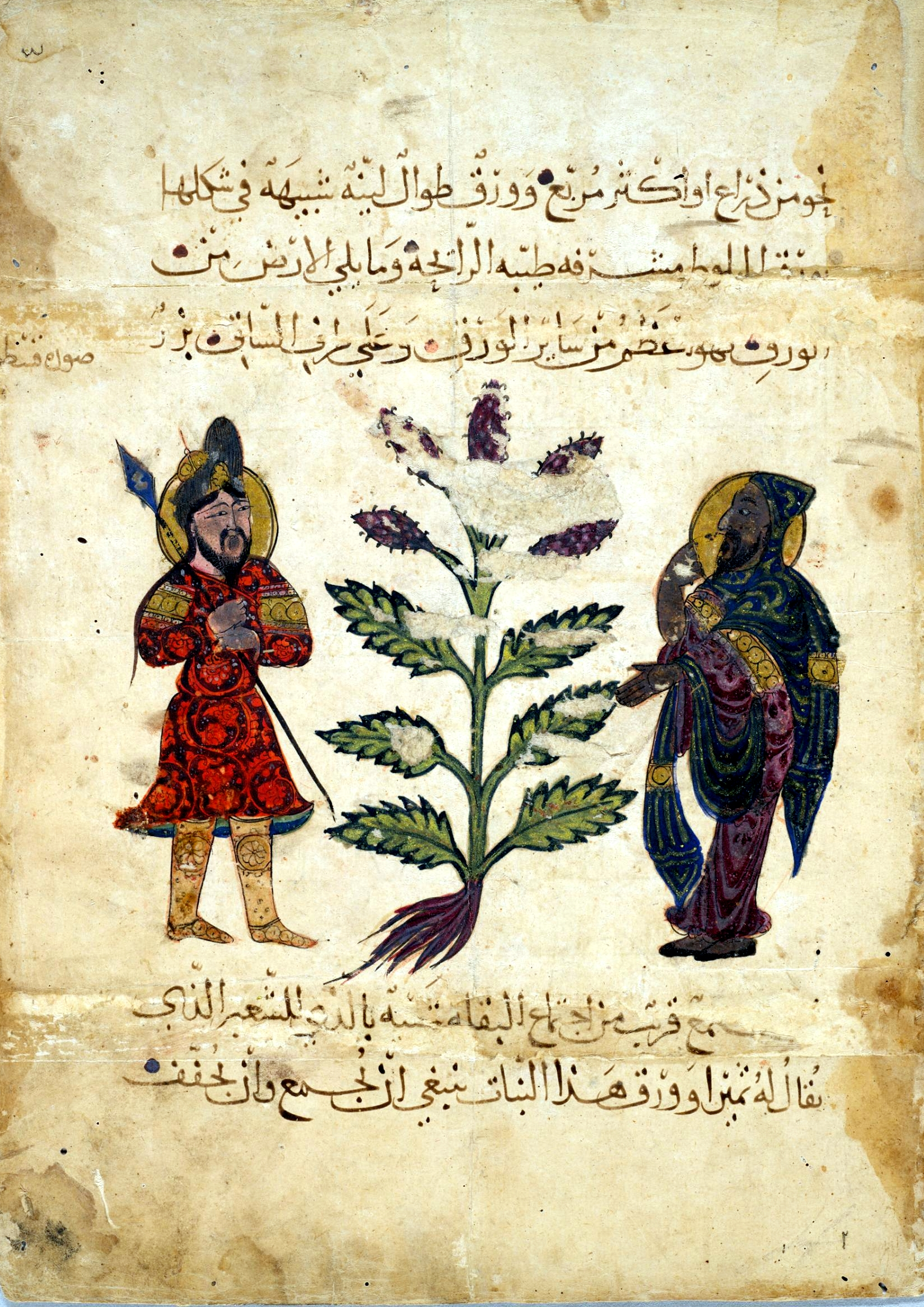
Betònica en el llibre àrab del De Materia Medica

La planta es conreava habitualment als jardins medicinals d'apotecaris i als monestirs amb finalitats medicinals, d'aquí l'epítet específic «officinalis», que indica l'ús amb finalitats medicinals o culinàries.
La betònica era un ingredient del «pols de Pistoia», un antic remei per a l'artritis i la gota. També es va afirmar que era eficaç contra les mossegades de serps i gossos, i es creia que era una cura per a l'embriaguesa. Richard E. Banks va declarar que hauríeu de «menjar betònica o la seva pols i no estareu borratxo aquell dia».
John Gerard (1597) va dir que «Fa que un home pixi bé», mentre que Nicholas Culpeper va afirmar que «.. preserva el fetge i els cossos dels homes del perill de malalties epidèmiques, i també de la bruixeria» i «... .Aquesta és una herba preciosa, val la pena tenir-la a casa». També afirma que la betònica està governada astrològicament per Júpiter i Àries.
La betònica també s'ha utilitzat en la medicina tradicional austríaca internament com a te, o externament com a compreses o banys per al tractament de trastorns de les vies respiratòries, el tracte gastrointestinal, el sistema nerviós, la pell i els problemes ginecològics.
Els herbolaris moderns prescriuen betònica per tractar l'ansietat, els càlculs biliars, l'acidesa, la pressió arterial alta, la migranya i la neuràlgia, i per prevenir la sudoració. També es pot utilitzar com a ungüent per a talls i nafres.